# ロジャー・コーツ

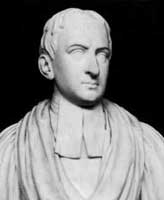
ロジャー・コーツ

ロジャー・コーツ（Roger Cotes 、1682年7月10日 - 1716年6月5日）はイギリスの数学者である。
アイザック・ニュートンと密接に協力して研究した。『プリンキピア』の第2版を校正し、ニュートン・コーツの公式などを導いた。ケンブリッジ大学の初代のプルミアン教授職を1707年から没するまで務めた。
レスターシャー州のバービッジに生まれた。天文学を研究し、1707年に26歳でケンブリッジ大学の天文学・実験物理学のプルミアン教授職に任じられると、トリニティ・カレッジに天文台を建設しようとした。しかし完成は彼の没後となり、さらに1797年に天文台は取り壊された。ニュートンと協力して、時計仕掛けで鏡が回転するヘリオスタット式の望遠鏡を設計した。ジョヴァンニ・カッシーニとジョン・フラムスティードによる太陽と惑星の運動表を再計算し、ニュートンの法則に基づいて月の運動の表の作成を試みた。1709年から1713年に『プリンキピア』第2版の校正をニュートンと3年半かけて行った。コーツの主な業績は数学、特に積分法や対数、数値解析の分野にあり、区分求積法に関するニュートン・コーツの公式に名前が残されている。1716年に33歳で病没した。
ニュートンはその死を惜しんで、If he had lived we would have known something.（彼が生きていれば、人類に重大な発見をもたらしていただろう）と述べた。